# Battistero di San Giovanni Battista (Reggio Emilia)
Il battistero di San Giovanni Battista è un luogo di culto cattolico situato in piazza Prampolini, nel centro storico di Reggio nell'Emilia.

## Storia
La sua fondazione viene fatta risalire dall'Azzari al 1039, sotto il vescovato di Sigifredo II. Tra il 1487 ed il 1492 l'edificio fu rifatto in forme rinascimentali ed inglobato nel palazzo episcopale per volontà del vescovo Bonfrancesco Arlotti. Infine, nel 1880, fu effettuato un restauro che conferì alla facciata l'aspetto attuale.
Tra il 1981 ed il 1989 il Battistero fu oggetto di un importante restauro che svelò le parti quattrocentesche andate occultate nel corso dei secoli successivi.

## Descrizione
Il Battistero è alla sinistra del Duomo cittadino, incorporato nel palazzo vescovile. La facciata è fiancheggiata da due colonne a candelabro sormontate da pinnacoli. Una corona di archetti pensili segue il tetto a capanna. Al centro della facciata vi è un rosone e, alla destra di quest'ultimo, una celletta con una campana. Il portale ha una forte strombatura con colonnine lisce e tortili che seguono l'arco a tutto sesto. Nella lunetta sovrastante la porta è scolpito il battesimo di Cristo attribuita allo Spani o al Bigi.
L'interno è a croce egizia. Dietro l'altare Battesimo di Gesù di Francesco Caprioli, eseguito tra il 1497 ed il 1498. Nel braccio sinistro del Battistero una grande vasca battesimale di forma ottagonale in breccia rossa con formelle in marmo bianco del Bigi datata 1494. Al centro dell'opera s'innalza una candelabra in marmo bianco inscritta e con decorazioni floreali.

## San Giovanni fa vedere gli inganni
Nella parte inferiore della colonna sinistra della facciata del Battistero sono incise due antiche misure lineari, il braccio reggiano (corrispondente a 0,641 m) e la pertica (corrispondente a 3,846 m) poi abolite con l'introduzione nel 1803 del sistema metrico decimale. Le misurazioni qui riportate erano riferimento per le misurazioni commerciali: da qui il detto dialettale reggiano San Švan al fà vèder l'ingàn (San Giovanni fa vedere l'inganno).